# Auneau
Auneau je naselje in občina v srednjem francoskem departmaju Eure-et-Loir regije Center. Naselje je leta 2008 imelo 4.086 prebivalcev.

## Geografija
Kraj leži v pokrajini Orléanais ob reki Aunay, 25 km vzhodno od Chartresa.

## Uprava
Auneau je sedež istoimenskega kantona, v katerega so poleg njegove vključene še občine Ardelu, Aunay-sous-Auneau, Béville-le-Comte, Champseru, La Chapelle-d'Aunainville, Châtenay, Denonville, Francourville, Garancières-en-Beauce, Le Gué-de-Longroi, Houville-la-Branche, Léthuin, Levainville, Maisons, Moinville-la-Jeulin, Mondonville-Saint-Jean, Morainville, Oinville-sous-Auneau, Orlu, Oysonville, Roinville, Saint-Léger-des-Aubées, Sainville, Santeuil, Umpeau, Vierville in Voise s 14.378 prebivalci.
Kanton Auneau je sestavni del okrožja Chartres.

## Zanimivosti
- cerkev sv. Remigija iz 11. in 12. stoletja, zgrajena na mestu nekdanjega sprva druidskega, kasneje zgodnjekrščanskega svetišča,
- grad Château d’Auneau z grajskim stolpom - donjonom,
- arheološko - botanični vrt ob reki Aunay.